# Novodugino
Novodugino (in russo Новодугино?) è un villaggio dell'oblast' di Smolensk, in Russia; è il centro amministrativo del distretto Novoduginskij.
Si trova 170 km a nord-est di Smolensk e 47 km a nord di Vjaz'ma.